# Orphan Train Movement
Pour les articles homonymes, voir Orphan.
L'Orphan Train Movement, traduisible par "Déplacements d'Orphelins aux États-Unis" est un mouvement de relogement d'enfants pauvres, orphelins ou abandonnés vivant dans les rues et les orphelinats surpeuplés des métropoles de l'Est des États-Unis dans les familles rurales du Nord-Ouest des États-Unis. Ce relogement à vocation humanitaire a débuté en 1853 sous l'impulsion d'une œuvre de bienfaisance et d'aide à l'enfance, la Children's Aid Society (en) et de son fondateur, Charles Loring Brace (en) et s'est terminé 76 ans après en 1921, après avoir déplacé et relogé plus de 250 000 orphelins.

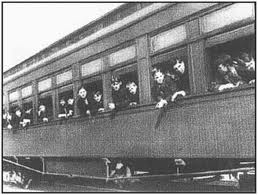
Train d'Orphelins au début du XX

## Histoire

### Les origines du Mouvement
L'institution à la base de l'Orphan Train Movement est la Children's Aid Society (en) fondée par Charles Loring Brace (en), un philanthrope américain en 1853. Cette institution est une œuvre d'aide à l'enfance et une société de bienfaisance protestante crée en réaction à l'augmentation de la population d'orphelins et d'enfants abandonnés vivant dans les rues de New-York durant l'époque industrielle. On en dénombrait en effet environ 30 000 pour cette seule ville dans les années 1850. Charles Loring Brace estimait à juste titre que le mode de vie de ces enfants, où se ressentait le manque de nourriture et de soins, le peu d'accès à l'éducation et la vie sans abri, était tout à fait néfaste pour eux. Pour leur venir en aide, les orphelinats étant déjà surpeuplés, ce philanthrope décide pour éviter la prison et offrir une vie meilleure à ces enfants de les reloger dans les familles rurales du Nord-Ouest Américain (Mildwest), en manque d'enfants et de main d'œuvre.
En 1853, Charles Loring Brace décide de lancer une opération de grande envergure vers les États de l'Indiana, du Missouri, du Nebraska, du Dakota du Nord et du Sud, ainsi que de l'Ohio et du Minnesota. Il répartit les orphelins (préalablement recueillis par son institution) par groupes dont certains atteignaient 30 à 40 jeunes pour une tranche d'âge pouvant aller de 4 à 18 ans (voire plus jeunes) encadrés par deux ou trois adultes, et les plaçait dans des trains en partance pour les états de l'ouest. Les conditions des premiers voyages étaient comparables à celles des wagons à bestiaux, mais elles se sont améliorées par la suite. Ce sont ces trains, assez spécifiques, désignés comme Trains des Orphelins qui ont donné leur nom au mouvement : Orphan Train Movement.

#### Charles Loring Brace & la Children's Aid Society

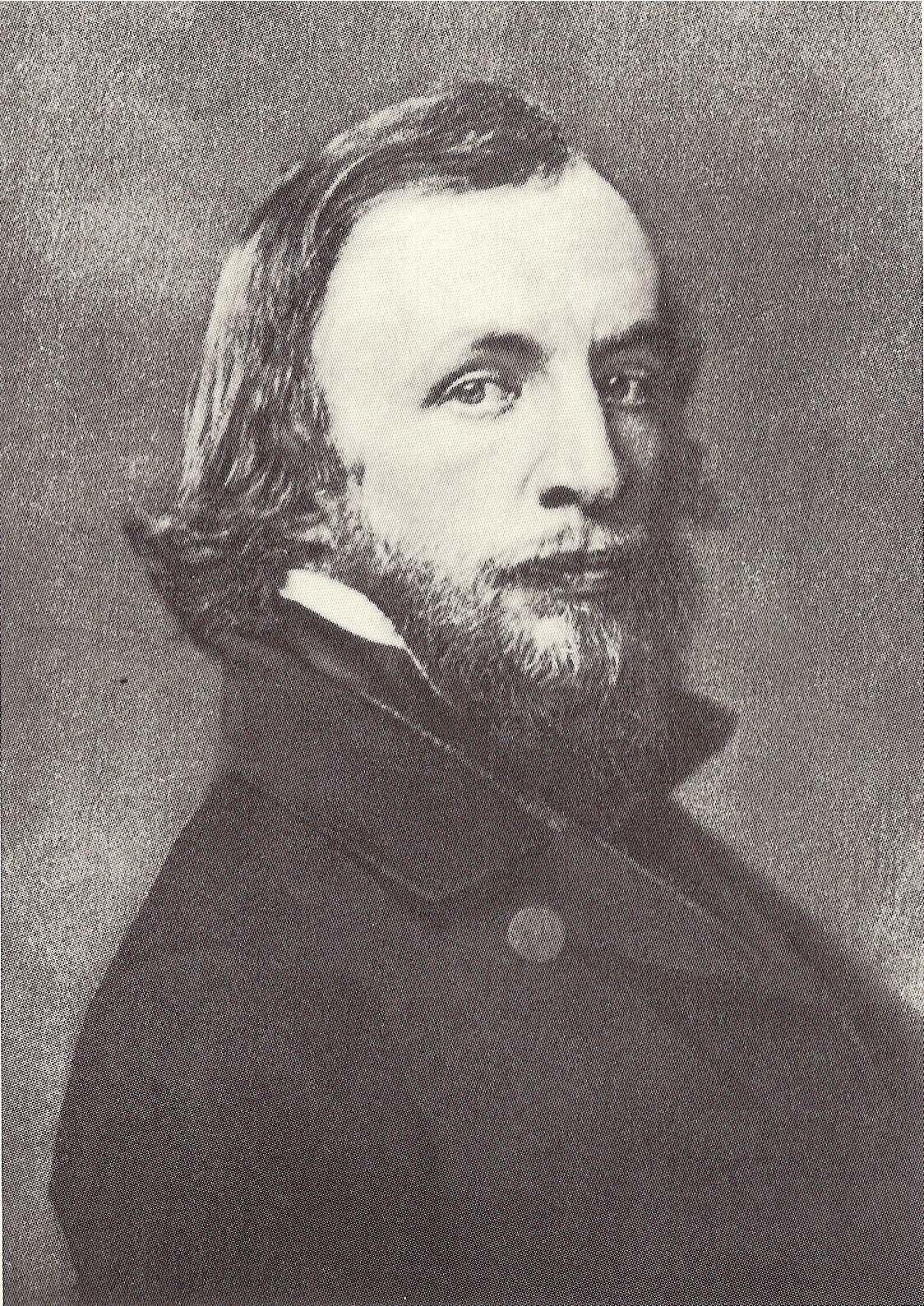
Photographie de Charles Loring Brace

Charles Loring Brace est un philanthrope américain né en 1826. Il perd sa mère l'année de ses 14 ans et est élevé par son père professeur d'histoire. Durant sa vie, il fut pasteur dans différents lieux de New-York dont l'île de Roosevelt, avant de réaliser qu'il préférait s'occuper des sans abris. Ne voyant pas les orphelinats comme des alternatives valables pour faire baisser le taux d'enfants débauchés, il fonde en 1853 la Children's Aid Society afin de leur venir en aide. Considéré aujourd'hui comme l'un des centres du protestantisme américain, Brace était durant sa vie fermement opposé à l'eugénisme et a donné de nombreuses conférences sur le placement des enfants pour les sortir de la misère.
Il meurt en 1890, ayant aidé dans sa vie plus de 400 000 enfants et lancé l'Orphan Train Movement qui avait déjà placé plus de 100 000 enfants à sa mort.
La Children's Aid Society est une œuvre de bienfaisance fondée par Charles Loring Brace en 1853. Elle perdure encore aujourd'hui venant en aide à plus de 70 000 enfants chaque année en leur offrant repas, logements et éducation. Cette société se démarque historiquement par son influence sur l'Orphan Train Movement et a été notée 4/4 étoiles en 2012 par les organismes de bienfaisance américains.

### Le déroulement des voyages et des procédures d'adoption

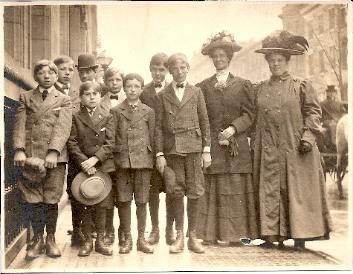
Un groupe d'Orphelins en partance pour le Mildwest, endimanchés afin de se mettre en valeur

Les groupes d'orphelins voyageaient en train durant des centaines de kilomètres et faisaient halte dans un certain nombre de petites villes des états cités précédemment où les autorités locales avaient réuni les familles souhaitant adopter un ou plusieurs enfants. Le groupe d'enfants endimanchés se rendait alors généralement au théâtre ou dans une salle, bien que les procédures d'adoption se soient quelquefois effectuées sur la voie publique, où les enfants pouvaient faire un petit spectacle ou numéro afin de se mettre en valeur. Les orphelins ainsi acheminés étaient adoptés gratuitement par les familles, sous réserve qu'ils aident leurs adoptants dans les divers travaux domestiques ou de la ferme, les adoptants s'engageant à les traiter comme leurs enfants.
Précédemment, les enfants avaient très largement été incités à oublier leur passé (qui se résumait pour certains à des parents dans la misère, alcooliques, maltraitants ou tout simplement absents...) et entamaient ainsi une nouvelle vie. Les organisateurs du mouvement avaient pour règle d'essayer de ne pas séparer les fratries mais cette règle n'a quelquefois pas été respectée, les adoptants ne désirant qu'un seul enfant. Certains adultes examinaient les enfants de façon détaillée (selon les témoignages) : les muscles, les dents, ce qui a entrainé de grandes contestations du mouvement, les procédures d'adoption prenant alors la forme de marché aux bestiaux (ou d'esclaves). Il reste néanmoins que la majorité des familles ne désiraient qu'adopter un enfant et lui offrir une vie meilleure, et non pas obtenir un supplément de main d'œuvre jeune et gratuit. Néanmoins, certains enfants ont été considérés comme des « serviteurs sous contrat » (indentured servants), et d'autres sont tombés entre les mains de proxénètes ou de réseaux (prostitution...), la Children's Aid Society n'ayant pas mis en place à l'origine des moyens de vérification du bien être des enfants. Ces quelques cas déplorables sont dus aux dérives du mouvement dont certains ont profité a mauvais escient.
Les enfants acheminés étaient donc adoptés, avec plus où moins de chance, mais la plupart ont ainsi commencé une nouvelle vie « loin du tracas des grandes villes » comme le rappelait Charles Loring Brace, dans l'Ouest Américain. Le mouvement a perduré durant 76 ans grâce en particulier au besoin de main d'œuvre des agriculteurs, ce qui entretenait une demande d'enfants assez constante pour les familles de pionieers.
Ces déplacements ont permis entre 1853 et 1900 de placer dans des foyers dont une grande partie étaient sains et de bon esprit plus de 120 000 orphelins, bien que certains enfants n'aient pu échapper à des proxénètes qui n'hésitaient pas à les vendre au plus offrant, ce qui a entrainé des dérives et les grandes contestations du mouvement.

### La diversification du Mouvement
En 1869, la Children's Aid Society est rejointe par une œuvre de bienfaisance créée par les Roman Catholic Sisters of Charity de Saint Vincent de Paul, le New York Foundling Hospital qui cherche principalement à venir en aide aux mères qui, en situation de misère, abandonnaient leurs enfants devant les portes de l'hôpital. Les sœurs avaient mis en place une procédure leur permettant de recueillir rapidement les enfants : lorsque les femmes voulaient abandonner leur enfant, elles le plaçait dans un "panier prévu à cet effet" et faisaient sonner une cloche avant de repartir. Les sœurs arrivaient peu de temps après et recueillaient l'enfant qu'elles s'efforçaient de placer dans des familles catholiques. Cette institution est la cause de la diversification due l'Orphan Train Movement car celui-ci était au préalable entièrement issu de la Children's Aid Society et replaçait les enfants dans des familles principalement protestantes. La seconde moitié du XIXe siècle a connu un surplus d'enfants aux États-Unis, entrainant une hausses des abandons du fait de la misère d'une partie de la classe ouvrière, et les orphelinats catholiques de la ville étant chers et destinés aux enfants âgés, cette deuxième institution a créé à partir de 1869 les Baby Trains qui s'occupaient de placer les nourrissons abandonnés à la porte de l'hôpital dans des familles sélectionnées par des prêtres catholiques (ce qui permettait d'éviter de nombreuses mésaventures aux enfants) pour diverses raisons, principalement car elles n'arrivaient pas à avoir d'enfants. Les nourrissons étaient ainsi placés à hauteur d'un millier par an dans des familles du grand ouest relativement dignes de confiance car si l'hôpital découvrait un problème avec l'enfant, des agents étaient envoyés pour le placer dans une meilleure famille.
Le New York Foundling Hospital est ainsi la cause de la diversification de l'Orphan Train Movement en deux parties, une catholique s'occupant des nourrissons, et une protestante s'occupant des enfants plus âgés sous le contrôle de la Children's Aid Society. Le New York Foundling Hospital a aujourd'hui disparu, mis à mal après la politique du gouvernement en faveur des familles d'accueil (après 1929).

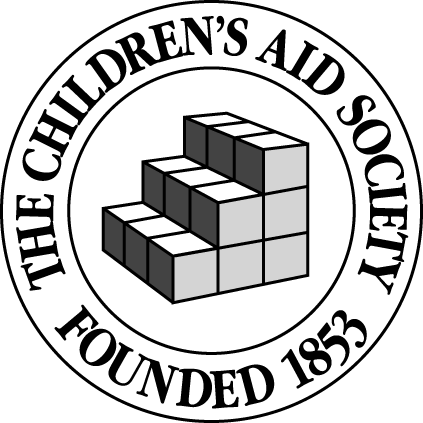
Le logo de la Children's Aid Society

#### Controverses
L'Orphan Train Movement a connu de nombreuses controverses durant les années 1853-1929, en particulier par les abolitionnistes américains qui voyaient en ces déplacements d'enfants une nouvelle forme d'esclavage, notamment lorsque ceux-ci servaient presque exclusivement comme main d'œuvre aux travaux des champs. D'autres controverses sont arrivées lorsque les formalités d'adoption ont pris des airs de foire aux bestiaux, et lorsque les enfants étaient victimes de proxénètes qui les vendaient aux réseaux et aux cartels.

### Fin du mouvement
Entre 1853 et 1900, l'Orphan Train Movement a connu sa principale mutation, se divisant entre deux institutions, la Children's Aid Society, protestante et à l'origine du mouvement, et le New York Foundling Hospital, catholique qui l'a rejointe en 1869 par la création des Baby Trains. Le mouvement a déplacé au Nord-Ouest dans des familles plus de 250 000 enfants orphelins ou abandonnés, dont plus de 120 000 entre 1853 et 1900, participant au peuplement de cette région alors relativement enclavée. Les débuts du mouvement furent assez difficiles, les conditions de voyage étant précaires et les séances d'adoption assez peu organisées, mais elles s'améliorèrent au fil du temps et ont permis de reloger de nombreux orphelins dans des familles d'agriculteurs en recherche d'enfants.
L'Orphan Train Movement a pris fin en 1929, par la mise en place d'une politique d'aide aux foyers et aux orphelinats décrétée aux États-Unis, ainsi qu'une aide à la recherche et des subventions offertes aux familles d'accueil.
Ce mouvement aura permis de replacer de nombreux enfants dans des familles du Mildwest, contribuant à désengorger les orphelinats de la ville dans des périodes où les abandons d'enfants étaient assez fréquents, et entraînant ainsi une baisse du nombre d'enfants sans abri des métropoles de l'Est américain (principalement New-York). Ces enfants, malgré quelques dérives, ont pu vivre une vie meilleure et connaitre un accès à la réussite et à l'emploi, en devenant pour certains gouverneurs, mais aussi prêtres, journalistes, professeurs, hommes d'affaires...
Ce mouvement de déplacement d'orphelins fait partie intégrante de l'histoire du peuplement et des migrations de population des États-Unis, en particulier dans l'état de l'Indiana où ont été relogés le plus d'orphelins, car aujourd'hui, on estime à plus de deux millions les descendants de ces orphelins relogés.

## Postérité
Considéré comme partie intégrante de l'histoire des migrations aux États-Unis, l'Orphan Train Movement fait aujourd'hui l'objet de recherches qui tendent à faire en sorte que les enfants déplacés puissent retrouver facilement une trace de leurs origines. La Children's Aid Society indique que la plupart des dossiers ont été conservés en bon état (bien que quelques-uns manquent). Les recherches ont aussi un but mémoriel, car les enfants déplacés sont pour la plupart aujourd'hui morts ou assez âgés.

### Fondation et Institutions

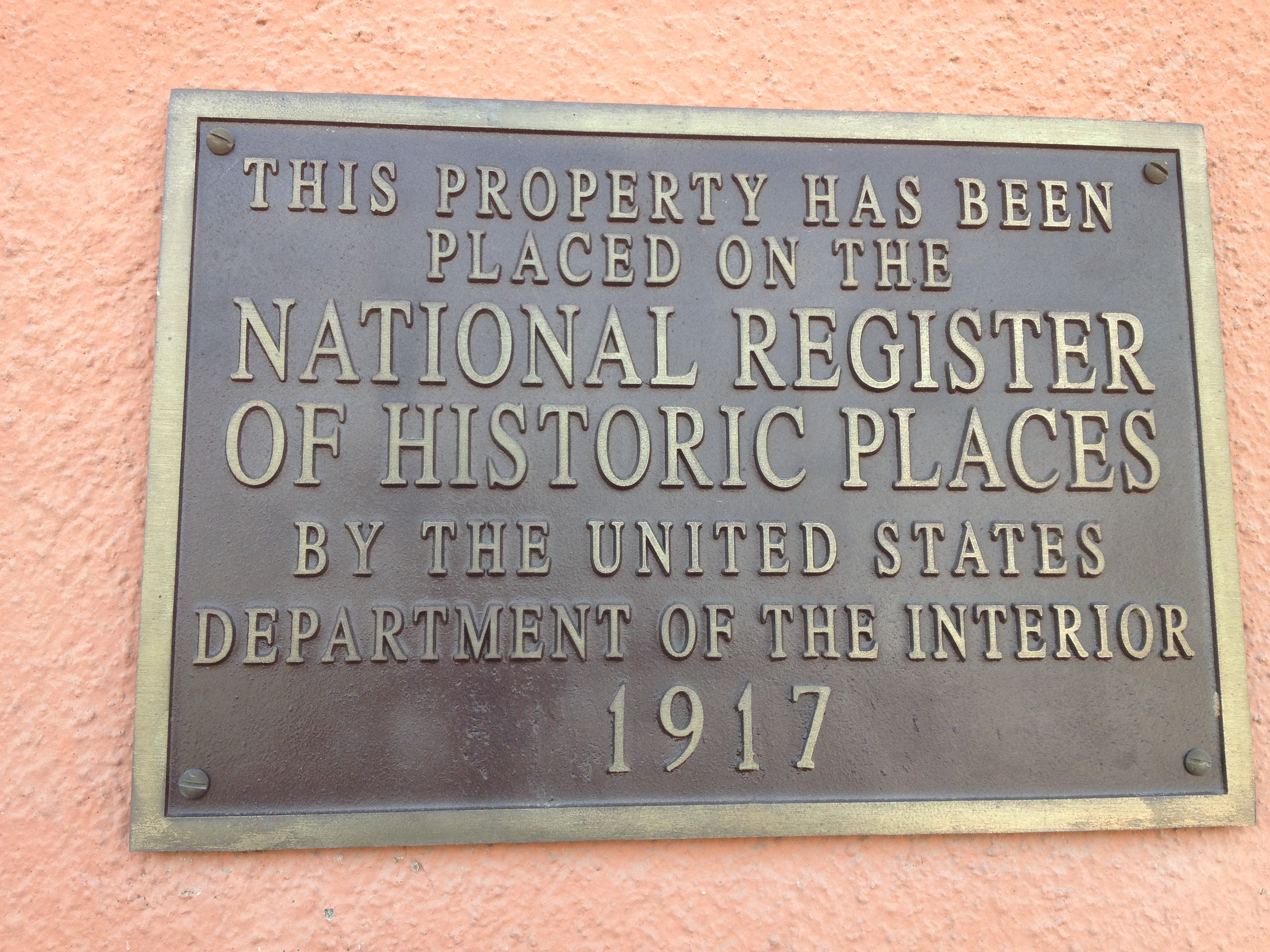
Plaque d'appartenance au monuments historiques du en

La Children's Aid Society a créé une fondation : la Victor Remer Historical Archives qui préserve les archives des grands mouvements migratoires aux États-Unis, dont l'Orphan Train Movement. Ces documents historiques sont accessibles à partir du Guide to the Records of The Children's Aid Society (1853-1947) qui contient entre autres les programmes d'adoption des années 1853-1921.

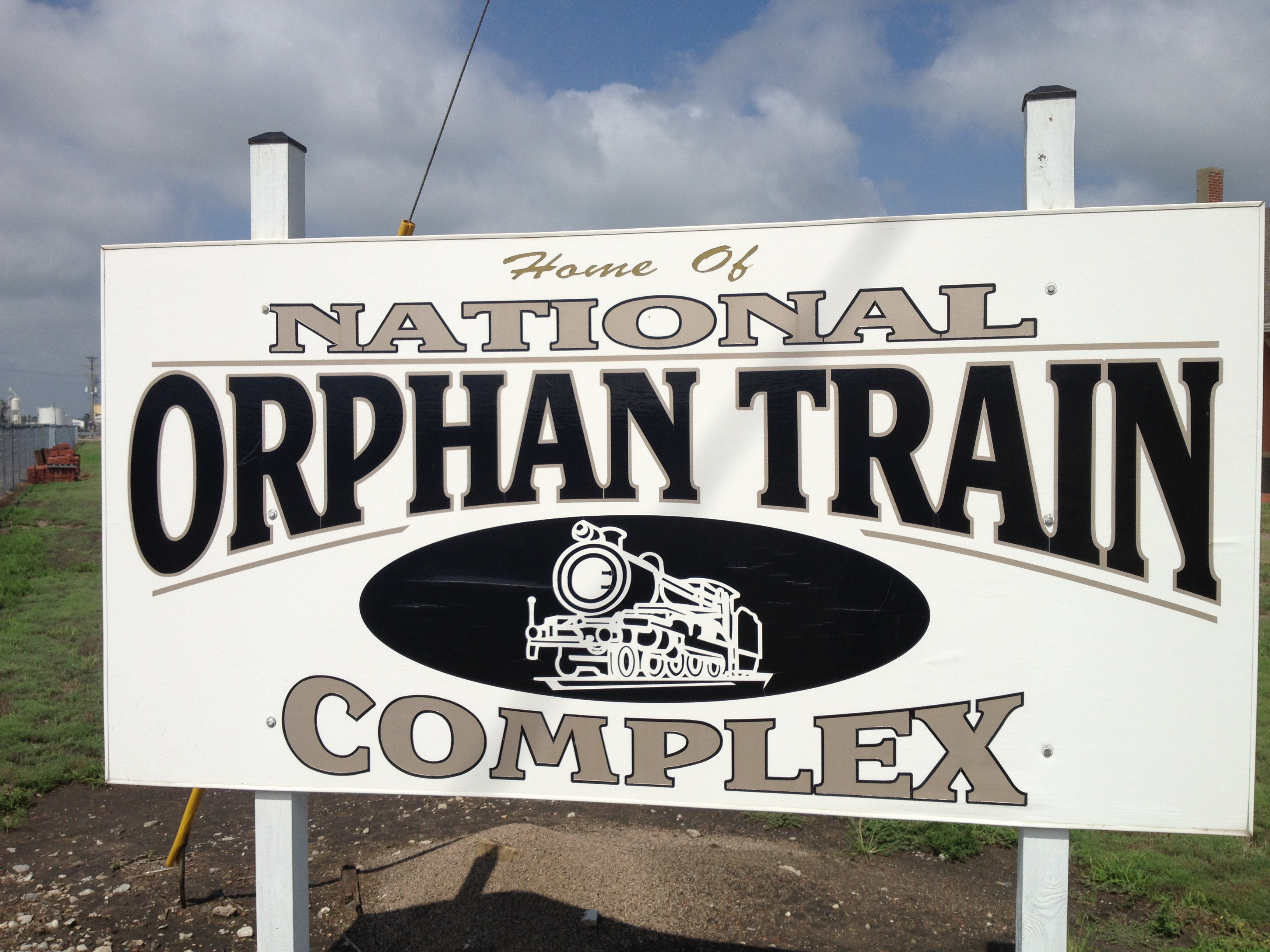
Panneau annonçant l'entrée du musée

Un complexe composé d'un musée et d'un centre de recherches a ouvert ses portes le 21 janvier 2004 à Concordia dans le Kansas (300 Washington St. Concordia, Kansas) sous le nom de National Orphan Train Complex. Ce complexe a pour vocation de conserver des traces de ce mouvement, dont des photos, des témoignages, mais aussi d'effectuer des travaux de recherche pour mettre en contact les enfants déplacés avec leurs anciennes familles, leur permettant de retrouver leurs racines. Le complexe a été implanté dans un ancien dépôt de chemin de fer restauré pour l'occasion : l'Union Pacific Railroad Depot, qui fait partie des monuments protégés des États-Unis.
On citera le mouvement d'Home Children, un programme similaire ayant eu lieu au Royaume-Uni.

### L'Orphan Train Movement dans la culture
- France : l'histoire de l'Orphan Train Movement est retracée dans une série de bandes dessinées des auteurs Philippe Charlot et Xavier Fourquemin, parue à partir de 2012. Les tomes sont aujourd'hui au nombre de huit.
- États-Unis : un roman de Christina Baker Kline traitant de ce mouvement est paru : Orphan Train: A Novel.
- Good Boy, un tableau de Norman Rockwell, met en scène ce mouvement.